# Bảo tàng Kosciuszko ở Kraków
Bảo tàng Kosciuszko ở Kraków (tiếng Ba Lan: Muzeum Kościuszkowskie w Krakowie) là một bảo tàng hoạt động tại Gò Kościuszko ở Kraków, nằm ở Pháo đài số 2 "Kościuszko", tọa lạc tại số 1 Đại lộ Washington, Kraków, Ba Lan.

## Triển lãm
Bảo tàng Kosciuszko ở Kraków hiện đang tổ chức một cuộc triển lãm thường trực mang tên "Sự phục sinh của Kosciuszko và những truyền thống ở Kraków", bao gồm hai phần:
Phần 1: Giới thiệu cuộc đời và sự nghiệp của Tadeusz Kościuszko, từ khi sinh ra đến khi mất (1746-1817)
- sinh tại Mereczowszczyzna (1746)
- chiến tranh Cách mạng Mỹ (1777-1785)
- chiến tranh Ba Lan-Nga (1792)
- được phong hàm Chuẩn tướng vào ngày 3 tháng 5 (1791)
- cuộc nổi dậy chống lại Nga (tháng 3 năm 1794)
- thời kỳ bị giam cầm ở Nga (1794-1796)
- sống ở Luân Đôn (1797)
- sống ở Pháp (cho đến năm 1814)
- sống ở Thụy Sĩ, và qua đời tại đây (1815-1817)

Phần 2: Giới thiệu truyền thống Kościuszko ở Ba Lan và Kraków
- tang lễ của Tadeusz Kościuszko diễn ra vào năm 1818 ở Kraków
- xây dựng Gò Kościuszko (1820-1823)
- các sự kiện tại Gò Kościuszko trong thế kỷ 19 và 20
- xây dựng lại Gò Kościuszko (1997-2002)